# كمين المغراقة
كمين المغراقة هو كمين محكم نفذته المقاومة الفلسطينية في قطاع غزة في معركة طوفان الأقصى في أواخر شهر أبريل عام 2024.
أكدت كتائب الشهيد عز الدين القسام الجناح العسكري لحركة المقاومة الإسلامية (حماس)، أن "مجاهديها استدرجوا قوة صهيونية مؤللة وأوقعوها في كمين ألغام في شارع السكة بمنطقة المغراقة وسط قطاع غزة".

## اعداد الكمين
أكدت كتائب القسام أن مقاتليها استخدموا في الكمين عبوات ناسفة وصواريخ طائرات "إف 16" أطلقت على المدنيين ولم تنفجر.
وكان موقع "روتر" الإسرائيلي كشف مقتل 3 جنود وإصابة 11 آخرين بانفجار عبوة ناسفة في قطاع غزة.
وفي وقت سابق من مساء ذات اليوم، تداولت قنوات إعلام إسرائيلية أنباء عن وقوع حدث أمني صعب ونقل جنود قتلى وجرحى من محيط ثكنة نتساريم وسط قطاع غزة شمال المغراقة.
وأشارت وسائل الإعلام إلى هبوط مروحية تابعة للجيش في مستشفى برزيلاي وأخرى في سوروكا "محملتان" بجنود قتلى وجرحى من ثكنة نتساريم.

## السابع من أكتوبر
ولا تزال العمليات العسكرية الإسرائيلية في قطاع غزة مستمرة، منذ السابع من أكتوبر 2023، وأسفر الهجوم الإسرائيلي حتى الآن، عن سقوط أكثر من 34 ألف قتيل و77 ألف جريح، غالبيتهم من الأطفال والنساء، وذلك ممن وصلوا إلى المستشفيات، فيما لا يزال أكثر من 7 آلاف مفقود تحت الأنقاض الناتجة عن القصف المتواصل في أنحاء القطاع.

## طالع أيضًا
- كمين الزنة
- عملية طوفان الأقصى